# ترویوکی مونیوا
ترویوکی مونیوا (به انگلیسی: Teruyuki Moniwa) بازیکن فوتبال اهل ژاپن و عضو تیم ملی فوتبال ژاپن است که در تاریخ ۰۸ اکتبر ۲۰۰۳ میلادی اولین بازی ملی‌اش را انجام داد. او در ۹ بازی ملی حضور داشت و آخرین بازی ملی خود را در تاریخ ۱۲ ژوئن ۲۰۰۶ میلادی انجام داد. ترویوکی مونیوا در بازی‌های ملی‌اش
۱ گل به ثمر رساند.